# ポーランド内乱 (1704年 - 1706年)
ポーランド内乱 (ポーランド語:Wojna domowa w Polsce)は、大北方戦争の一部として発生したポーランド・リトアニア共和国の内戦。ポーランド王位をめぐり、スウェーデンとワルシャワ連盟が支援するスタニスワフ・レシチンスキと、ロシアとサンドミェシュ連盟が支援するアウグスト2世が争った。内乱はスタニスワフ・レシチンスキの勝利に終わり、元々王位にいたアウグスト2世は1706年のアルトランシュテット条約で退位した。しかし間もなくロシアがスウェーデンを破ると状況は逆転し、1709年にアウグスト2世が復位することとなる。

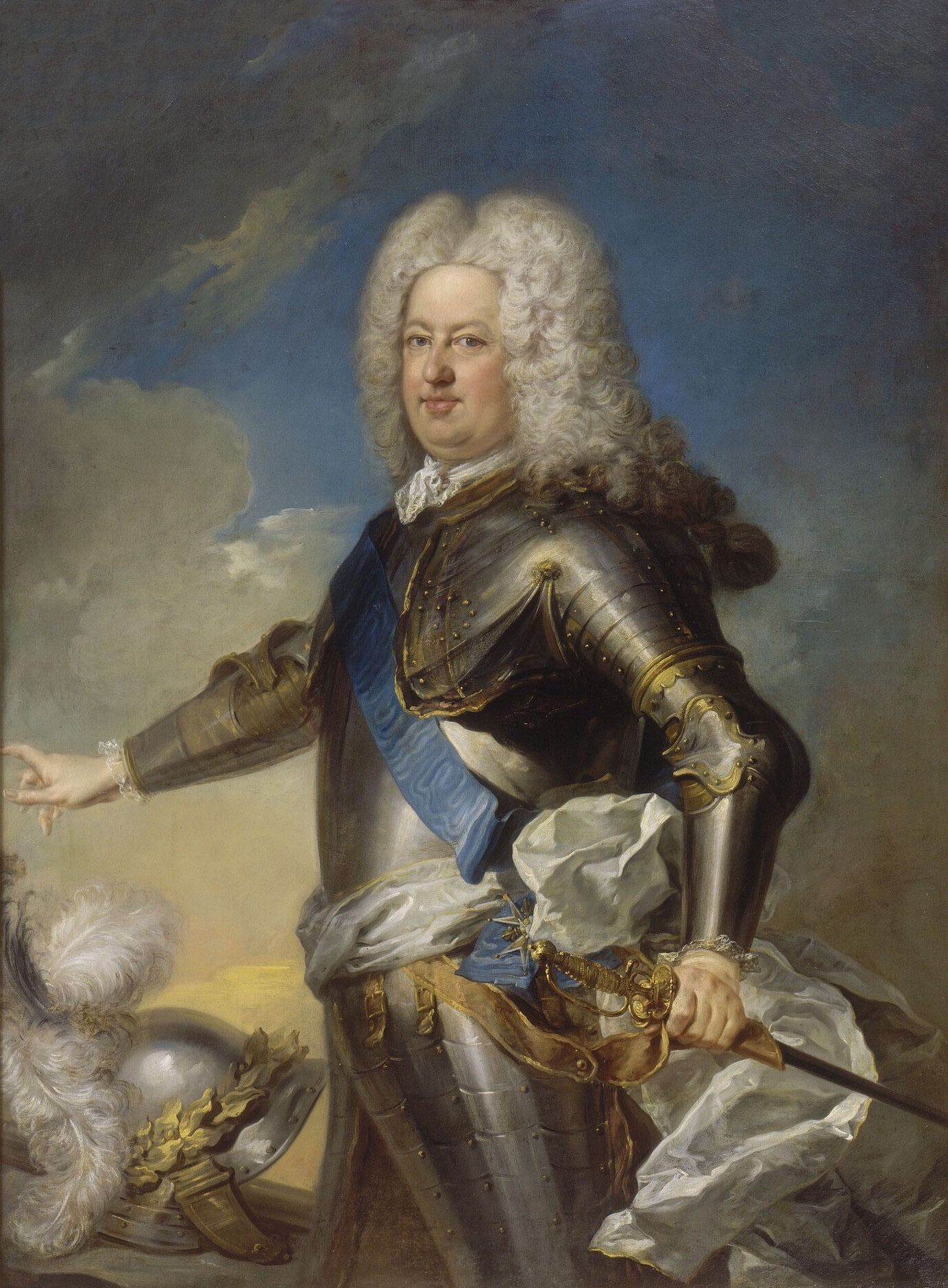
スタニスワフ・レシチニスキ

## 背景

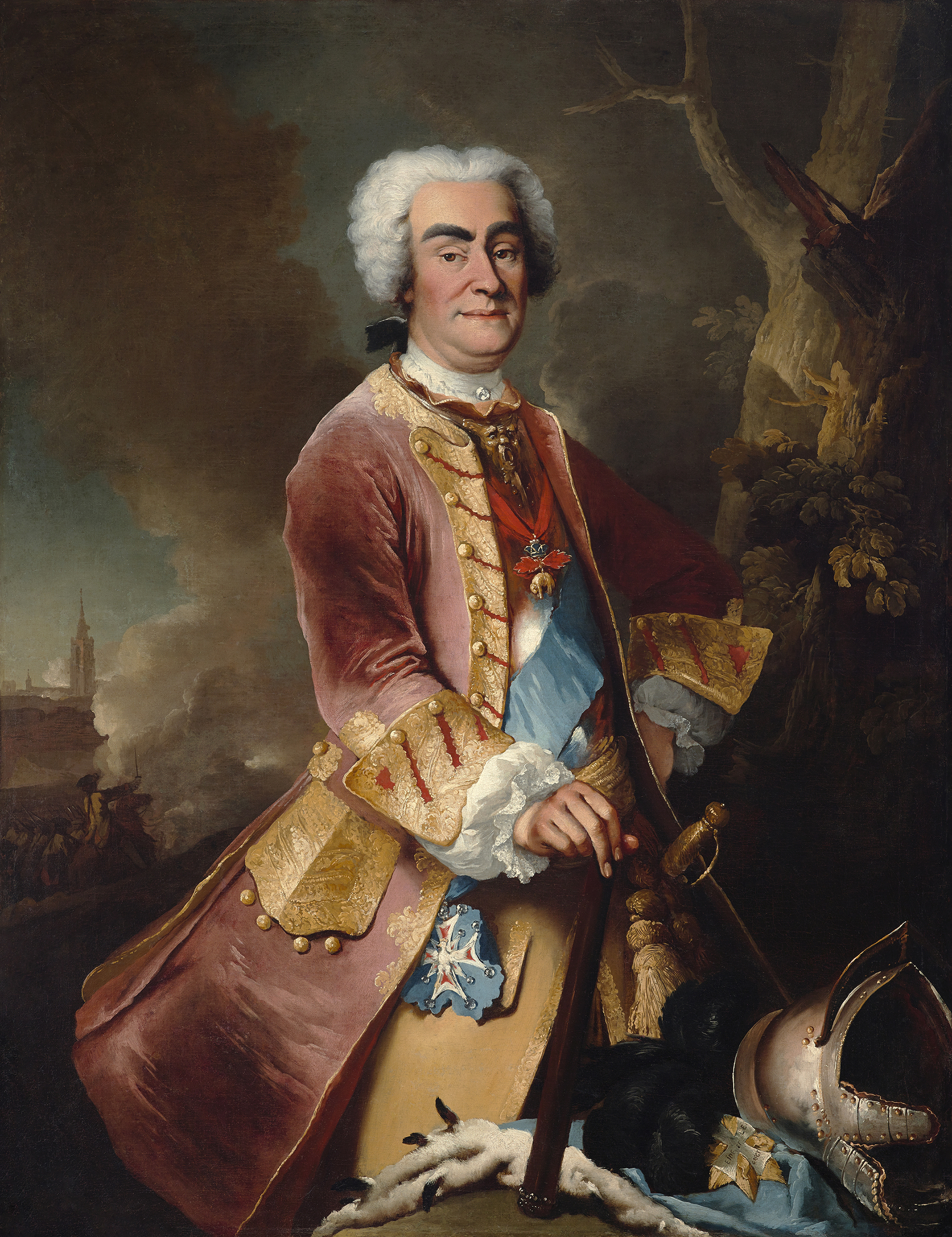
アウグスト2世

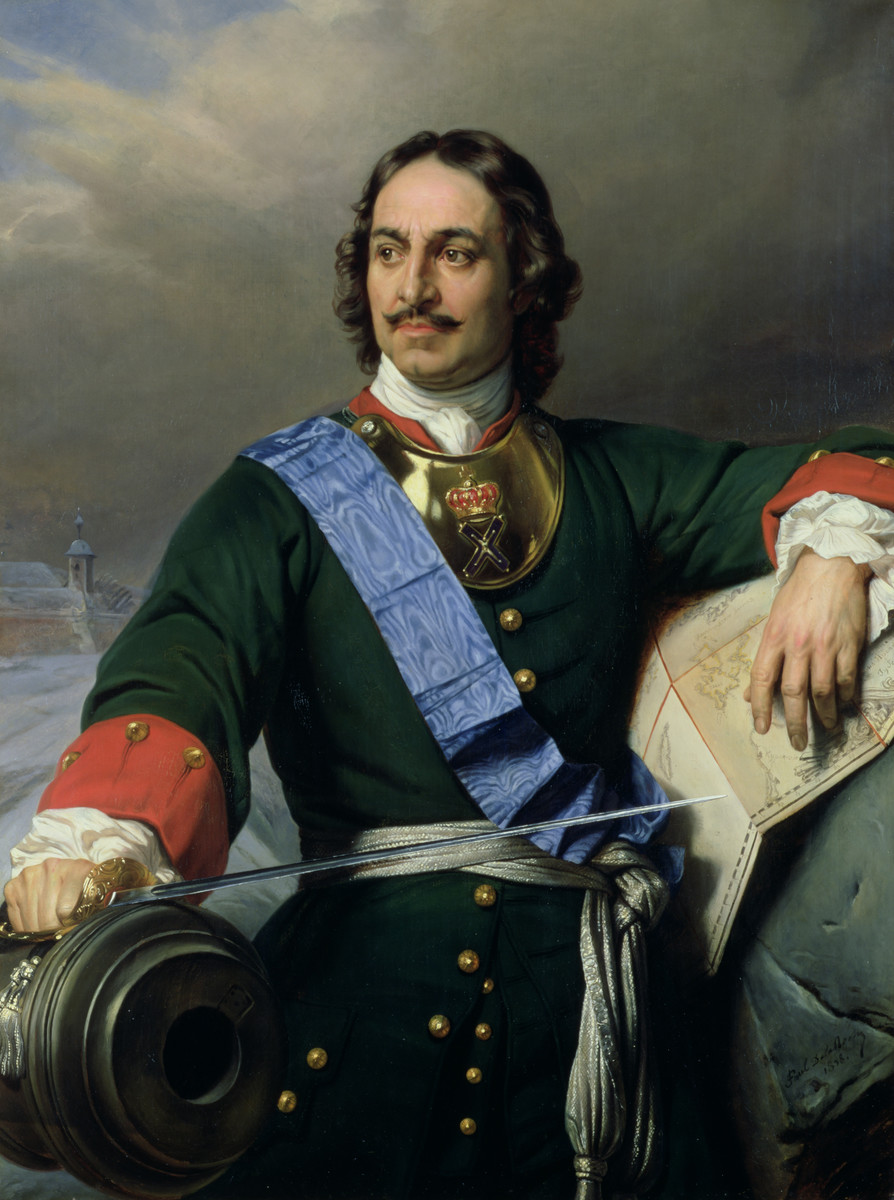
ピョートル1世

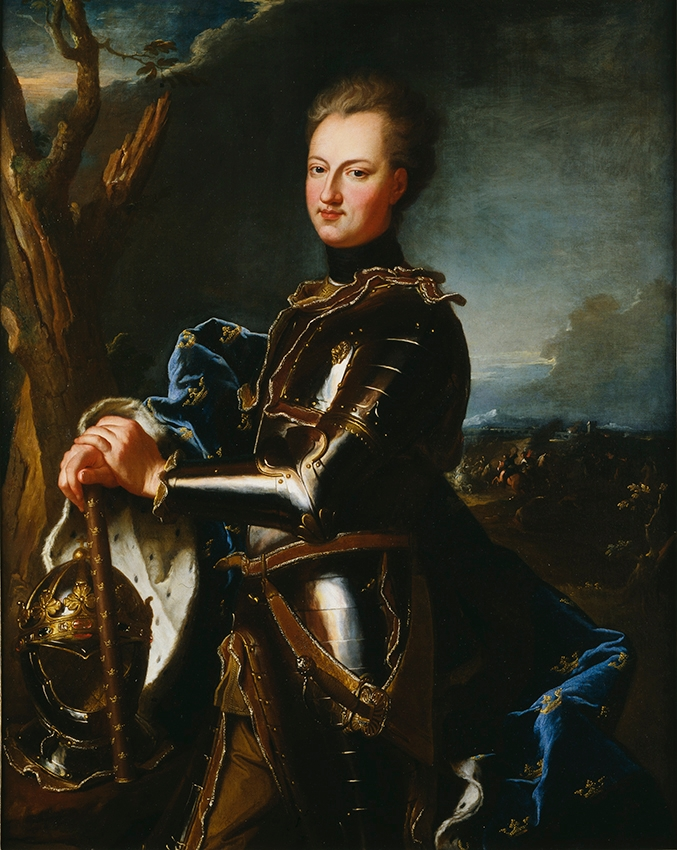
カール12世

アウグスト2世は1697年に選出されたポーランド王、リトアニア大公の他にザクセン選帝侯を兼ねていた。 彼は1699年にプレオブラジェンスコエ条約でロシアのピョートル1世と、ドレスデン条約でデンマーク・ノルウェー国王 フレデリク4世と同盟を結び、1700年に勃発した大北方戦争でスウェーデンに対抗した。 しかし三国の連合軍はカール12世率いるスウェーデン軍にことごとく破られ、ポーランドの深くに侵攻される事態となった。

## 内乱
クリシュフの戦いに代表される数々の輝かしい戦果を挙げたスウェーデン軍の前に、多くのポーランド・リトアニアのマグナートがアウグスト2世を裏切り、1704年2月15日にワルシャワ連盟を結成した。彼らは1704年7月12日にスウェーデンが承認するポズナンのヴォイヴォダ、スタニスワフ・レシチンスキをポーランド王に選出した。
一方のアウグスト2世は自派のポーランド貴族によるサンドミェシュ連盟（1704年5月20日結成）の支援を受け、いまだポーランド軍の4分の3を保持していた。 国王とその支持者はスウェーデンに宣戦布告し、1704年8月30日にロシアとナルヴァ条約を締結、改めてロシア―ポーランド―ザクセンによる対スウェーデン包囲網を結成した。
しかし1703年10月以降、アウグスト2世はワルシャワに戻ることが出来ずにいた。 ロシア・ザクセン・ポーランド・リトアニアの連合軍はポラツクに集結し、ザクセンにいる連合軍の支軍や オットー・アルノルト・フォン・パイクル元帥の軍も、カール12世やスタニスワフ・レシチンスキのいるワルシャワへ進軍した。 しかし最初にワルシャワ郊外に到達したパイクル軍は1705年7月31日のワルシャワの戦いでスウェーデン軍に敗れ、 ポラツクの連合軍もアダム・ルートヴィヒ・レーヴェンハウプト伯爵のスウェーデン軍によって西進を阻まれていた。 結局スタニスワフ・レシチンスキは1705年10月4日にポーランド王として戴冠し、11月のワルシャワ条約でスウェーデンと同盟した。
アウグスト2世は1706年初頭に騎兵軍団を率いてワルシャワに近づいたのち、ヨハン・マティアス・フォン・デア・シューレンブルク将軍にザクセンの軍をポーランド・リトアニア軍のもとに移動させるよう命じた。 しかしそのシューレンブルクは2月13日にフラウスタットの戦いでカール・グスタフ・レーンスケルドの小勢のスウェーデン軍により壊滅的敗北を被った。 ポラツクの連合軍はフロドナへ移動したが、これもやはり4月にフロドナの戦いで大敗を喫した。 カール12世はザクセンを占領し、ここに至って1706年2月13日に結ばれたアルトランシュテット条約でアウグスト2世は正式にポーランド王位を放棄させられた。

## その後
スタニスワフ・レシチンスキの治世は結局短期間で終わる。1709年のポルタヴァの戦いでロシアがスウェーデンに決定的な勝利を収めると、まもなくスタニスワフ・レシチンスキはポーランドから追放されアウグスト2世が返り咲いた。 この内乱以降、ロシアはますますポーランドの内政への影響力と干渉を強めていくことになる。

## 文化
この内乱と1733年にスタニスワフ・レシチンスキが返り咲きを試みてアウグスト2世の息子アウグスト3世に挑んだポーランド継承戦争によって、Jedni do Sasa, drudzy do Lasa（いくらかはサスに、それ以外はラスに。サスはザクセン、すなわちアウグスト王親子の通称であり、ラスはスタニスワフの名字レシチンスキからとっている。）というポーランド語のことわざが生まれた。これは分裂、無秩序、無政府の状態を意味するものである。 類語に "Od Sasa do Lasa" (サスからラスへ)というものもある。